# 神聖之夜：惡魔獵人
是一部2025年上映的韓國超自然動作片，由首次執導電影長片的林大熙擔任導演，其與主演馬東石聯合創作劇本，此外徐玄、李大衛、景收真及鄭知蘇亦擔綱該片主演。该片于2025年4月30日在韩国與台灣同步上映。

## 剧情概要
影片講述狩獵惡魔的黑暗解決師「神聖之夜」團隊與崇拜邪惡的犯罪集團對抗的故事。

## 演員陣容

### 主要人物
- 馬東石 饰演 巴宇，用岩石般的力量和拳頭狩獵惡魔的黑暗解決師。[8]
- 徐玄 饰演 莎朗，神聖之夜團隊成員，擁有找到惡魔的特別能力。
- 李大衛 饰演 金君，神聖之夜團隊成員，團隊氣氛製造者，幫助莎朗的驅魔儀式和巴宇記錄活動的人物。
- 景收真 饰演 貞媛，精神科醫生，為了救活被怪異症狀折磨的妹妹恩書而加入神聖之夜團隊。
- 鄭知蘇 饰演 恩書，被怪異的症狀所折磨的少女。

### 其他人物
- 李成宇[9]
- 金道建
- 車宇鎮

## 製作
该片于2021年6月開拍，同年9月12日殺青。据韩国媒体报道，该片损益平衡点约为200万观影人次。

## 發行
CJ CGV於2023年7月發布的季度財報顯示該片計劃2023年第四季度在韓國上映。2025年1月6日发布首款预告海报和预告片，并宣布定于同年4月30日在韩国正式上映。影片海外版权售至英国、北美、亚洲等多个国家和地区，其中洲立影片获得港澳地区发行权、車庫娛樂负责台湾发行、Purple Plan负责包括新加坡、馬來西亞在内的9個亞太地区的发行，而越南則由樂天娛樂直接發行。。同年5月29日上线韩国IPTV和VOD点播平台。

### 票房
在韩国上映首日以11.70万观影人次的票房成绩夺得单日票房冠军，至2025年5月29日上线韩国家庭点播平台累计票房仅有77万余名观影人次。

## 衍生作品
前传网络漫画《神圣之夜：The Zero》于2024年10月推出，描述利用巨石般的力量和拳头狩猎恶魔的巴宇与儿时的朋友约瑟夫产生交集后，开始涉足狩猎恶魔事件的开端。

## 外部鏈接
- NAVER上《神聖之夜：惡魔獵人》的資料
- Daum上《神聖之夜：惡魔獵人》的资料
- 韩国电影数据库（KMDb）上《神聖之夜：惡魔獵人》的資料
- 互联网电影数据库（IMDb）上《神聖之夜：惡魔獵人》的资料（英文）
- 豆瓣电影上《神聖之夜：惡魔獵人》的資料 （简体中文）
- 《神聖之夜：惡魔獵人》在HanCinema的页面（英文）
- Box Office Mojo上《神聖之夜：惡魔獵人》的资料（英文）